# Merton Premier
Merton Premier oder Merton 418 ist eine zu den Herzkirschen gehörende dunkle Sorte der Süßkirschen.

## Herkunft
Die Sorte wurde im John Innes Institut in Norwich aus den Sorten Große Prinzessin und Bedford Prolific herausgekreuzt und 1947 in den Handel gebracht. Sie ist nach dem Londoner Stadtteil Merton Park benannt.

## Frucht
Die Frucht ist mittelgroß, ebenmäßig herzförmig. Die weiche Haut ist in der Vollreife dunkelviolettrot, in der Halbreife hell gestrichelt und etwas ungleichmäßig gefärbt. Das weiche Fruchtfleisch ist mittelrot, mäßig aromatisch, vollreif wohlschmeckend. Sie ist sehr platzfest. Der Stein ist klein, wirkt dreieckig. Der Stiel ist mittellang, etwa 4 cm und grün, der gerötete Stielansatz ist groß. Sie reift in der 3. bis 4. Kirschwoche, mit langem Erntefenster.

## Baum
Der Baum wächst mittelstark, mit schräg aufrechten Leitästen. Die Krone ist gleichmäßig rundkugelig. Er ist selbststeril und braucht einen Befruchtungspartner. Er blüht mittelfrüh bis mittel mit wenig, leicht rötlichem Blattaustrieb. Die Blüten sind stark duftend. Er ist ein robuster Massenträger. 